# Onalaska, Wisconsin
Onalaska là một thành phố thuộc quận La Crosse, tiểu bang Wisconsin, Hoa Kỳ. Năm 2000, dân số của thành phố này là 14839 người.